# 기비 마차라슈빌리
기비 마차라슈빌리(조지아어: გივი მაჭარაშვილი, 1997년 5월 17일~)는 조지아의 레슬링 선수이다. 2024년 하계 올림픽에서 자유형 헤비급 은메달을 획득했으며 세계 선수권 대회에서 동메달 2개를 획득했다.

## 경력
1997년 므츠헤타에서 태어났으며 2008년에 레슬링에 입문했다.
2013년에 조지아 청소년 레슬링 국가대표로 발탁되었다. 그 해 6월 몬테네그로 바르에서 열린 유럽 유스 선수권 대회에 참가하여 13위에 올랐다. 같은 해 8월에는 세르비아 즈레냐닌에서 열린 세계 유스 선수권 대회에 참가하여 동메달을 획득했다.